# Фальконьери, Алессандро
Алессандро Фальконьери (итал. Alessandro Falconieri; 6 февраля 1657, Рим, Папская область — 26 января 1734, там же) — итальянский куриальный кардинал. Губернатор Рима и вице-камерленго Святой Римской Церкви с 23 июня 1717 по 11 сентября 1724. Про-декан Трибунала Священной Римской Роты с 22 ноября 1723 по 11 сентября 1724. Кардинал-дьякон с 11 сентября 1724, с титулярной диаконией Санта-Мария-делла-Скала с 20 ноября 1724 по 26 января 1734.